# エリザベス・アップトン (テンプルトン男爵夫人)

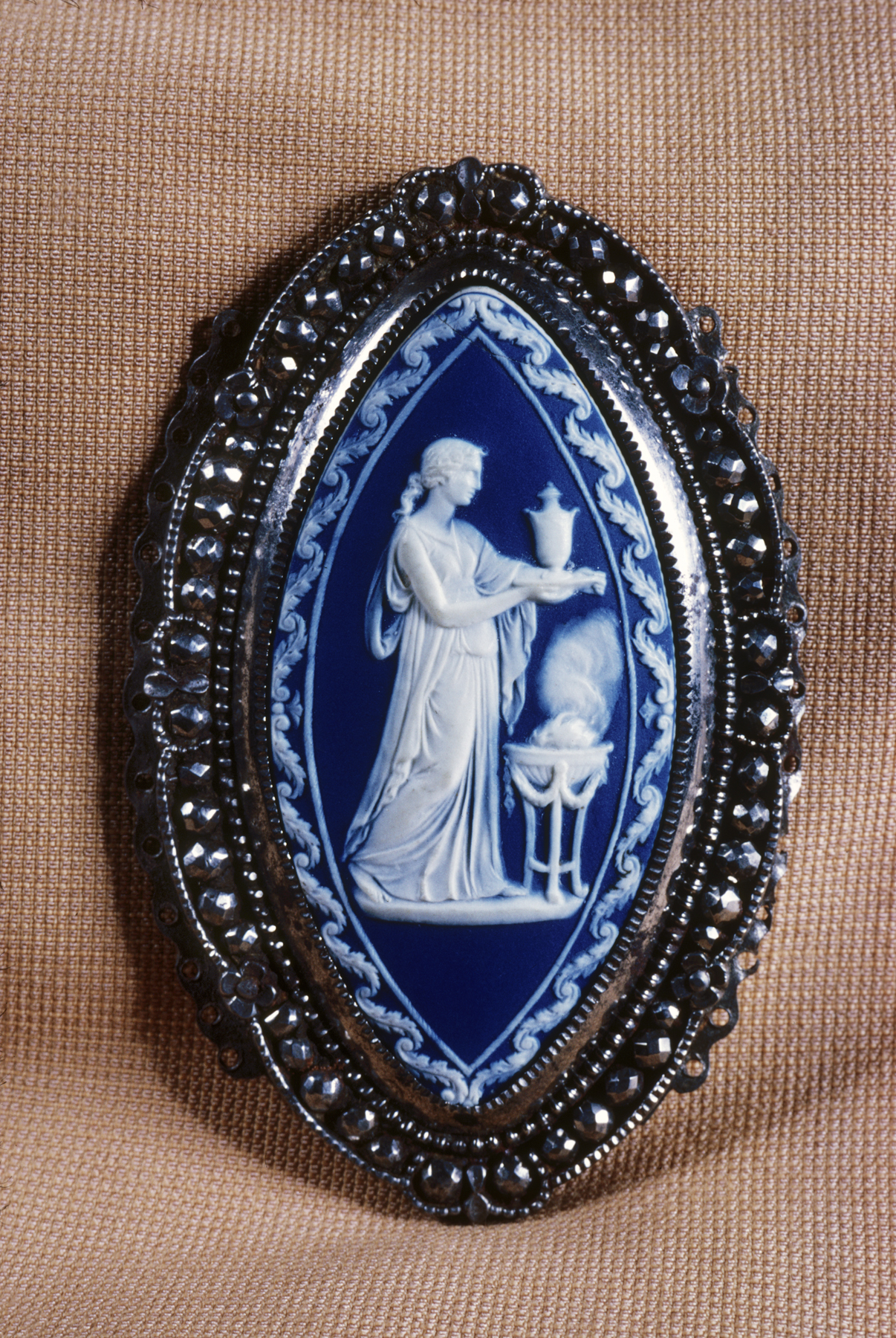
テンプルトン男爵夫人とクルー嬢のデザインによるウェッジウッド製のジャスパーウェアのベルトの留め金（ウォルターズ美術館所蔵）

初代テンプルトン男爵夫人エリザベス・アップトン（Elizabeth Upton, Baroness Templetown、旧姓：ボートン、1746/47年 - 1820年9月30日頃）は、イングランドの芸術家。彼女のデザインは陶芸家ジョサイア・ウェッジウッドにより採用された。彼女は色地に白い浅浮き彫りの光景を施し、ウェッジウッドのジャスパーウェアによく似合う細密な切り紙作品作りを得意としていた。ウェッジウッドが最初に彼女のデザインを選択したのは1783年で、1787年のウェッジウッドのカタログでは「精緻な審美眼」「魅力的な特徴」がある人物として彼女を紹介した。ウェッジウッドが採用したデザインの幾つかは女性的、もしくは家庭的なテーマが用いられている。また彼女は水彩で描いたり、粘土で形作ったりもしていた。特筆すべきは孫たちを含む家族の彫刻である。殊に著名なのは娘婿のブリストル侯爵の胸像である。

## 私生活

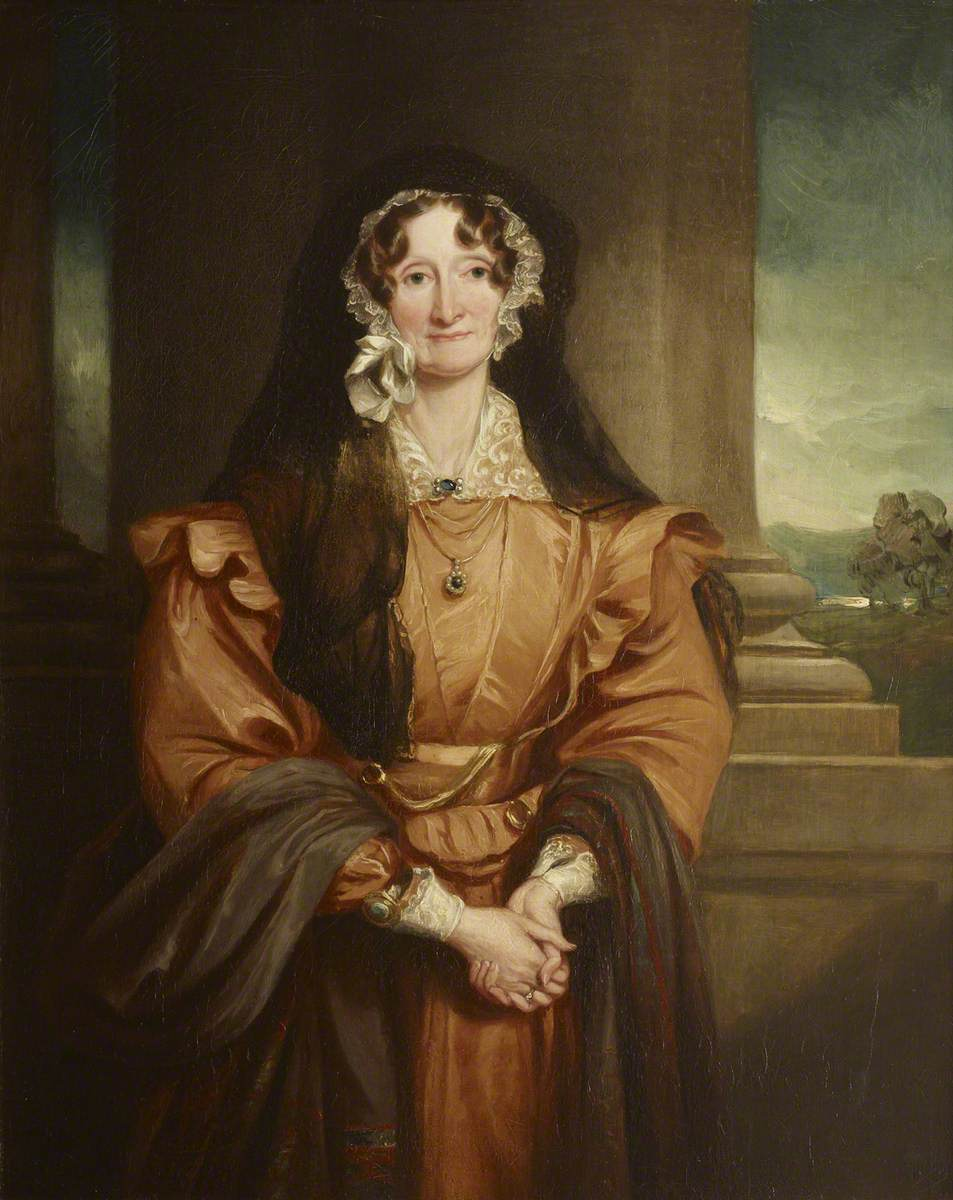
初代ブリストル侯爵夫人エリザベス・アルバナの肖像画。フランシス・グラント画（1845年）

イングランドのヘレフォードシャーで生を受けた彼女は、シャックバーグ・ボートン（Shuckburgh Boughton）と第4代準男爵ウィリアム・ボートンの孫娘メアリー・グレヴィル（Mary Greville）との間に生まれた3番目の娘である。1769年にクロットワーシー・アップトンと結婚。住まいは北アイルランドのアントリム県アントリムのテンプルパトリックにあるアップトン城であった。1776年にエリザベスの夫はテンプルトン男爵に叙された。
男爵夫人は1823年にその生涯を終えるまで、多くの期間をローマで過ごした。弟のチャールズは国会議員（イヴシャム選挙区（1780年 - 1790年）・ブランベル選挙区（1796年 - 1800年））を務めた。
彼女の子供たちの中には、初代ブリストル侯爵フレデリックと結ばれたエリザベス・アルバナ・アップトンがいる。